# Misato Toda

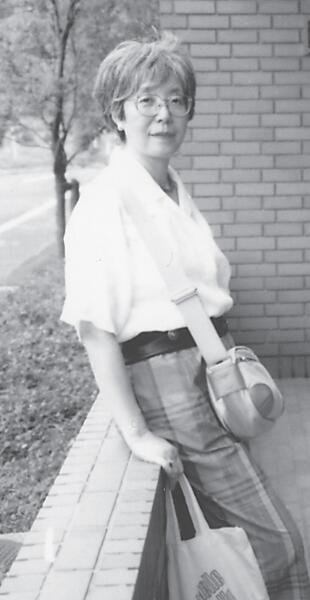
Misato Toda

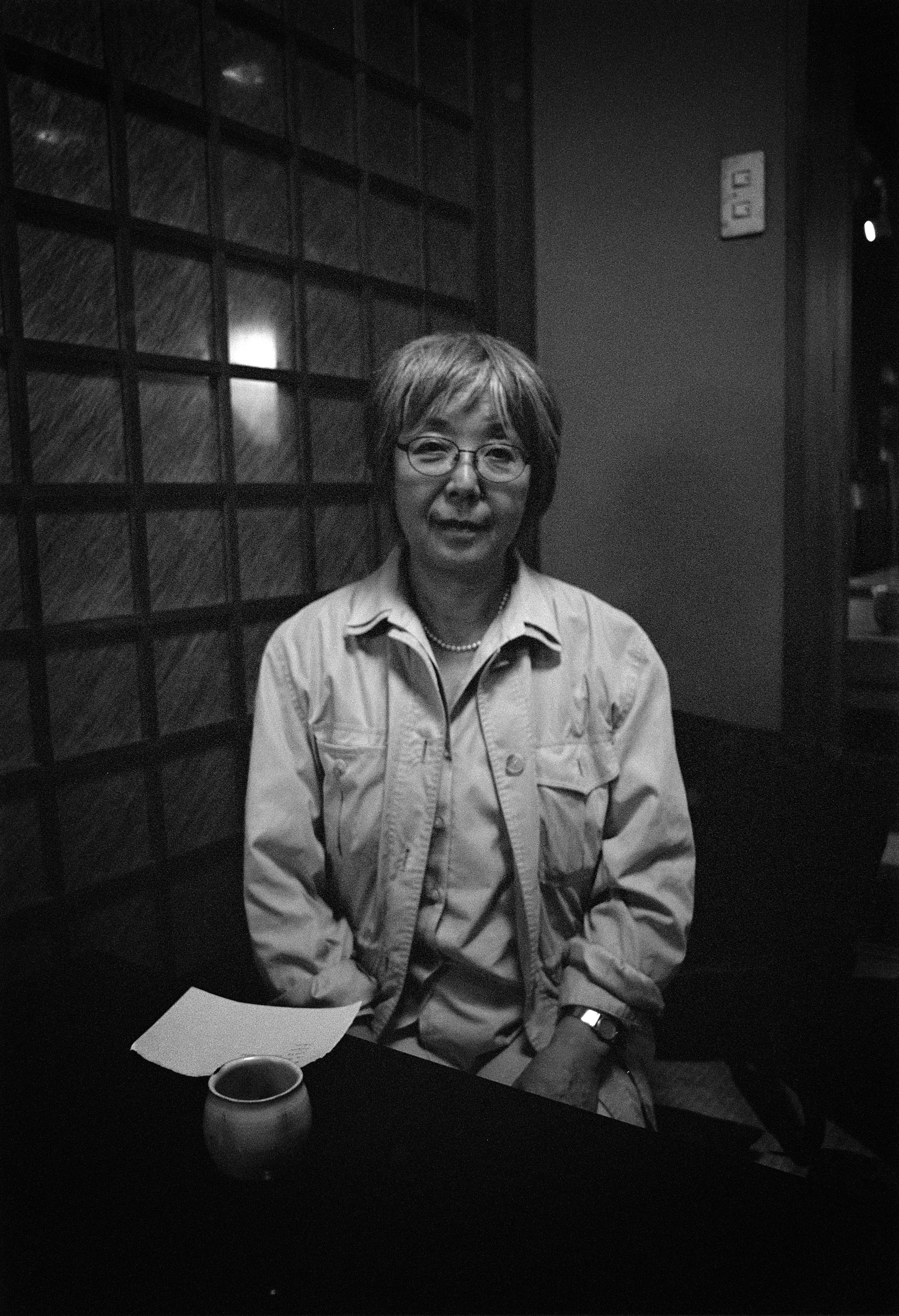
Misato Toda in Hase, August 2002

Misato Toda (in giapponese: 戸田三三冬, Toda Misato; Tokyo, 25 novembre 1933 – 11 gennaio 2018) è stata una storica giapponese, studiosa di Errico Malatesta e docente dell'università di Bunkyō.

## Biografia

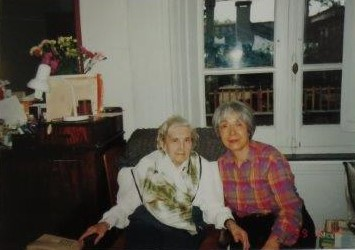
Misato Toda e Luce Fabbri in Uruguay, ottobre 1999

Nacque a Tōkyō nel 1933 come primogenita di Kōtaro Ōmori e Hide Toda. Un fratello di suo padre Kōtaro fu un anarchico, Shōhachi Ōmori.
Nel 1961 si laureò all'Università delle Donne di Giappone (Nihon Joshi Daigaku); poi si iscrisse al corso di dottorato di ricerca nell'Università di Tokyo. Studiò dal 1966 al 1969 all'Università di Boston, dove svolse ricerche sul nazionalismo polacco. Nel 1971 conobbe Yutaka Shida e Eizaburō Ōshima, imputati nel caso del gruppo studentesco anarchico Haihansha, ricevendo uno dei saggi di Errico Malatesta, "Fra contadini" (tradotto in giapponese nel 1929 e ristampato nel 1971); cominciò a studiare seriamente l'italiano, incantata dalle parole di Malatesta.
Studiò in Germania ed in Italia nel 1976 e 1977; tenne una relazione sul soggiorno in Giappone di Bakunin e Metchnikoff al "Convegno Internazionale di Studi Bakuniani" nel centenario della morte di Bakunin, a Venezia nel 1976. Durante questo soggiorno in Europa pubblicò il suo primo saggio su Malatesta: “Una lettera dall'Europa meridionale" (Nan'ō kara no tegami).
Dopo il suo ritorno in Giappone, divenne docente a contratto e insegnò Storia Occidentale e Relazioni Internazionali in alcune Università del Giappone.
Tornò in Italia dal 1982 al 1984 con una borsa di studio per gli scambi culturali del Ministero degli Affari Esteri Italiano, studiando da ricercatrice presso l'Istituto della Storia del Risorgimento e dell'Età Contemporanea della facoltà di Lettere dell'Università di Napoli, sotto la guida del professore Alfonso Scirocco. Questa esperienza di ricerca portò alla pubblicazione del suo libro "Errico Malatesta da Mazzini a Bakunin: la sua formazione giovanile nell'ambiente napoletano (1868-1873)" (Napoli, Guida Editori, 1988), in italiano. Il libro è ancora oggi uno dei punti di riferimento sulla prima parte della vita di Malatesta.
Dal 1982 contribuì con articoli e lettere su Malatesta nella Rivista anarchica A. Nel settembre 1982 partecipò con una relazione intitolata "Malatesta in Giappone" (inedita) al Congresso Internazionale per il 50º anniversario della morte di Malatesta, svolto a Milano. Nel dicembre 1992 tenne una relazione a Mosca al Convegno accademico per il 150º anniversario della nascita di Kropotkin. Nel 1990 ottenne una cattedra presso la Facoltà di studi internazionali dell'Università di Bunkyō. Nel 1997, dopo aver viaggiato in Spagna per seguire le orme di Camillo Berneri, si recò in Uruguay incontrando Luce Fabbri (che aveva 90 anni allora), figlia di Luigi Fabbri. Svolse negli anni successivi ricerche su Malatesta in esilio in Argentina. Fu colpita da infarto cerebrale nel 2005; morì a 84 anni, l'11 gennaio 2018.
Dicono che si definisse una “figlia di Malatesta”.